# Un paese di Calabria
Un paese di Calabria è un film documentario del 2016 diretto da Catherine Catella.

## Trama
Il documentario è incentrato sulla storia recente del comune calabrese di Riace coinvolto in un progetto di accoglienza di rifugiati e domandanti asilo politico guidato dal suo sindaco Domenico Lucano.

## Premi e riconoscimenti
- Senni Award alTerra di Tutti Film Festival, Bologna (Italy) – October 2016
- Gaze Award al Faito Doc Festival, Monte Faito – Salerno (Italy) – August 2016
- Audience Special Award al Riace in Festival, Riace (Italy) – August 2016
- Horizonte Award al Five Lakes Film Festival, Monaco (Germany) – August 2016
- Buyens-Chagoll Award al Visions du Réel, Nyon (Switzerland) – April 2016